# Федорак Ганна Миколаївна
Ганна Миколаївна Федорак (нар. 13 лютого 1948, село Старуня, тепер Богородчанського району Івано-Франківської області) — українська радянська діячка, доярка колгоспу імені Руднєва Богородчанського району Івано-Франківської області. Депутат Верховної Ради УРСР 9—10-го скликань.

## Біографія
Освіта середня.
З 1965 року — доярка колгоспу імені Руднєва села Старуня Богородчанського району Івано-Франківської області.
Потім — на пенсії в селі Старуня Богородчанського району Івано-Франківської області.

## Нагороди
- орден Леніна (1977)
- орден Трудового Червоного Прапора (1968)
- медалі